# Wąwelnica
Wąwelnica (deutsch Wamlitz) ist ein Dorf in der polnischen Woiwodschaft Westpommern. Es gehört zur Landgemeinde Dobra (Daber) im Powiat Policki.

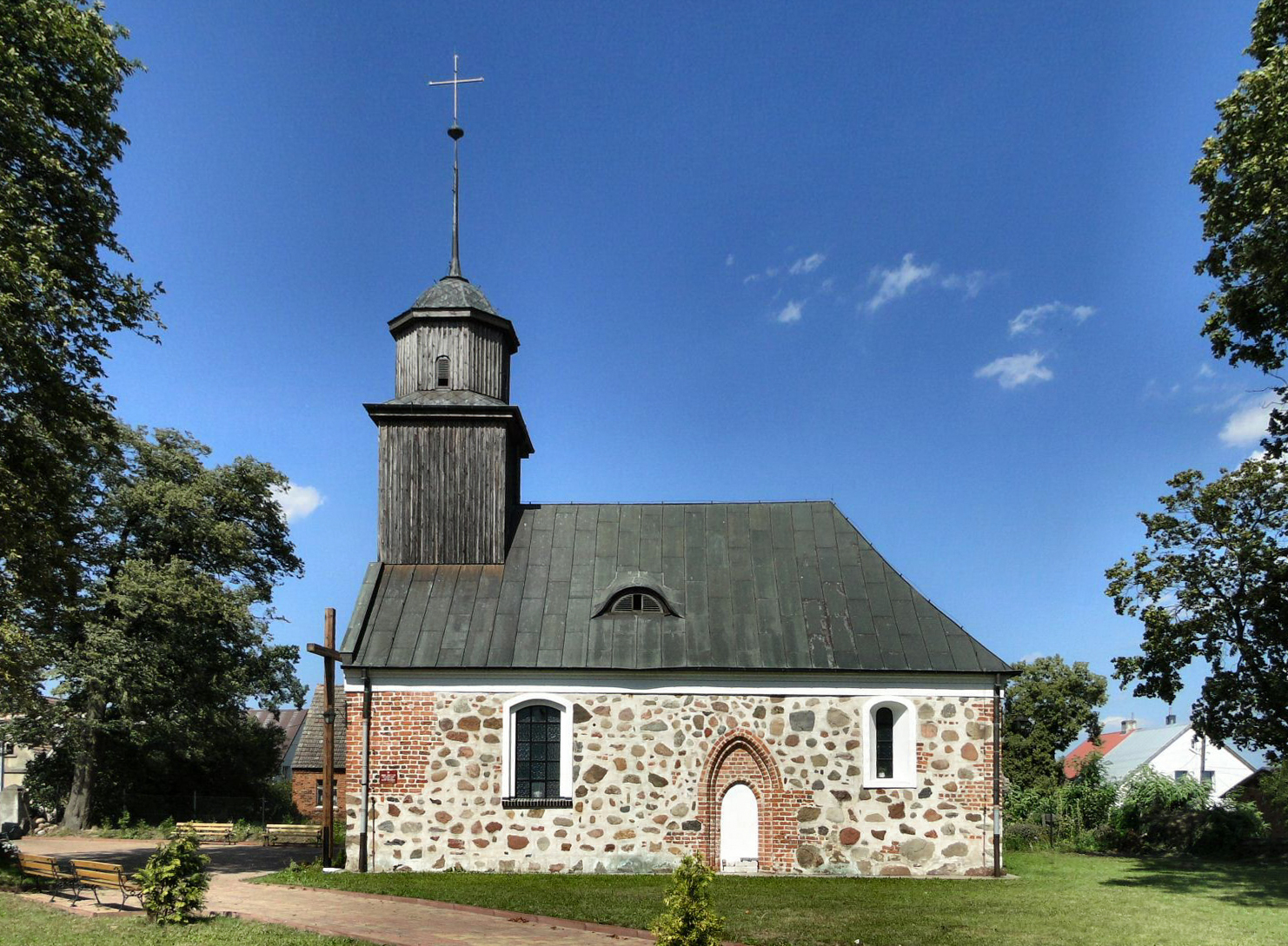
Dorfkirche

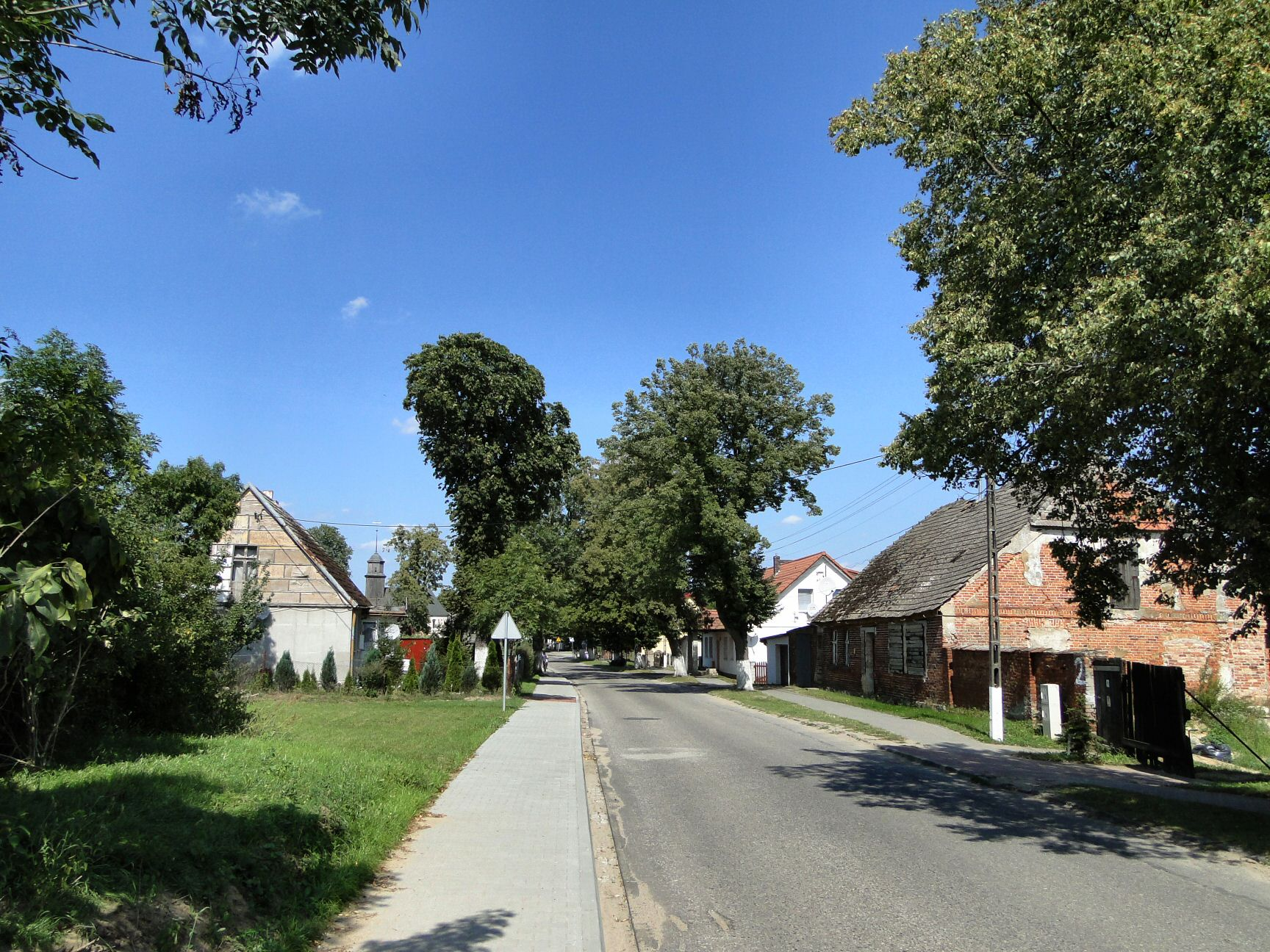
Dorfstraße

## Geographische Lage
Wąwelnica liegt im östlichen Vorpommern, etwa 5 Kilometer südöstlich des Dorfs Dobra (Daber), 14 Kilometer südwestlich der Stadt Police (Pölitz) und 10 Kilometer westlich von Stettin.

## Geschichte
Das Kirchdorf, das in älterer Zeit Wameliz genannt wurde, gehörte der Marienkirche in Stettin seit deren Gründung im Jahr 1263 durch den pommerschen Herzog Barnim I. Außer dem Kapitel der Marienkirche, dem späteren Marienstift, waren aber auch Ritter in Wamlitz belehnt worden, zum Beispiel die Muckerwitz. Als Bernd Muckerwitz 1579 verstarb, setzte Herzog Ernst Ludwig seinen Kanzler Henning von Ramin als Lehensnachfolger ein. Um das Jahr 1775 gab es in Wamlitz elf Bauern, einen Kossäten, eine Windmühle, eine Schmiede, einen Schulmeister und insgesamt 25 Feuerstellen. Um 1864 gab es in Wamlitz ein Gemeindehaus, ein Schulhaus, neun Bauern, einen Kossäten, 15 Büdner, eine Windmühle, einen Schuhmacher, zwei Schmieden, einen Tischler, einen Leinweber, einen Gemischtwarenhändler, zwei Kneipen und insgesamt 36 private Wohnhäuser. Die Schule, in der der Küster Unterricht erteilte, war einklassig und wurde von etwa 60 Kindern besucht.
Anfang der 1930er Jahre hatte die Gemarkung der Gemeinde Wamlitz eine Flächengröße von 5,7 km², und auf dem Gemeindegrund, auf dem Wamlitz der einzige Wohnort war, standen insgesamt 46 Wohngebäude. Im Jahr 1925 wurden in der Gemeinde Wamlitz 340 Einwohner gezählt, die auf 81 Haushaltungen verteilt waren.
Bis 1939 hatte das Dorf Wamlitz zum Kreis Randow im Regierungsbezirk Stettin der Provinz Pommern gehört. Es wurde am 15. Oktober 1939 in den Kreis Ueckermünde eingegliedert, bei dem es bis 1945 blieb.
Nach Ende des Zweiten Weltkriegs wurde Wamlitz unter polnische Verwaltung gestellt und in Wąwelnica umbenannt.

### Entwicklung der Einwohnerzahl
- 1925: 340[4]
- 1933: 361[5]
- 1939: 333[5]

### Religion
Die vor 1945 in Wamlitz anwesende Bevölkerung gehörte mit großer Mehrheit dem evangelischen Glaubensbekenntnis an. Unter den 1925 gezählten 340 Einwohnern befanden sich 335 Protestanten und vier Katholiken.

## Verkehr
Wąwelnica war ein Haltepunkt der Randower Bahn, die von Stobno (Stöven) (Bahnhofsbezeichnung nach 1945: Stobno Szczecińskie) nach Nowe Warpno (Neuwarp) führte.